# Дакешвари
Дакешвари (бенг. ঢাকেশ্বরী জাতীয় মন্দির) — индуистский храм в городе Дакка. Самый крупный и известный индуистский храм в Бангладеш.

## История
Согласно легенде, храм был построен царём Баллала Сеной (из династии Сена) в 12-м веке. В настоящее время архитектурный стиль храма не может быть отнесён к тому периоду, потому что он претерпел многочисленные ремонты и реконструкции. Храм считается неотъемлемой частью культурного наследия Дакки. Оригинальная 800-летняя статуя в храме была разрушена войсками Западного Пакистана во время войны за независимость Бангладеш в 1971 году. Храм также был повреждён во время нападений различных групп мусульман в 1989-90 годах.